# تحطم طائرة مطار بلاكبوش
تحطم طائرة مطار بلاكبوش هو تحطم طائرة سعودية خاصة مملوكة من قبل عائلة بن لادن من طراز إمبراير فينوم 300 بالقرب من فارنبورو، هامبشاير البريطانية، في 31 يوليو 2015 ذلك في مطار بلاكبوش، نتج الحادث عنه وفاة أربعة أشخاص بما فيهم قائد الطائرة.

## الطائرة
كانت الطائرة المتحطمة تحمل النوع إمبراير فينوم 300 البرازيلية الخفيفة، وهي مخصصة لرجال الأعمال، الطائرة مسجلة في المملكة العربية السعودية تحت اسم (HZ-IBN)، وتحمل الرقم التسلسلي 50500040، الطائرة مملوكة لشركة سالم للطيران ومقرها جدة المملكة العربية السعودية، وكانت شركة سالم للطيران أول مالك للطائرة، وشركة سالم الطيران مملوكة من قبل عائلة بن لادن السعودية، تم بناء الطائرة في عام 2010، وقامت الشركة البرازيلية في وقت سابق بتسجيلها وفق الاختبار البرازيلي باسم (PP-PYS)، وتسجيليها في الولايات المتحدة الأميركية باسم (N715MS).

## الحادث
وفقًا لتصريحات المتحدث الرسمي لمطار بلاكبوش، الذي صرح أن الطائرة كانت تحاول الهبوط في مدرج مطار بلاكبوش في تمام الساعة 3:09 مساء بتوقيت غرينتش، انتهى بها المطاف خارج المدرج، وبالتحديد في منطقة مخصصة لمزاد بيع سيارات، واصطدمت مقدمة الطائرة بسيارة ما أدى إلى انفجارها، ولتتحطم الطائرة كليًا، وكانت الطائرة تعود إلى عائلة بن لادن السعودية، وأما الأربع أشخاص الذي لقوا حتفهم بانفجار الطائرة فهم: والدة سعد بن سالم بن لادن، وسناء بن لادن، وزهير هاشم زوج سناء بن لادن، وقائد الطائرة مازن العقيل الدعجه أردني الجنسية.

## سبب تحطم الطائرة
أظهرت البيانات الفنية لرحلة إمبراير فينوم 300 المتحطمة والتي قامت شركة أفجين (AvGen) المتخصصة في وسائل السلامة الجوية وتحليل البيانات الفنية للطائرات، أن قائد الطائرة قام بعملية ارتفاع بالطائرة قبل الهبوط، في الوقت الذي كان ينبغي فيه أن يبدأ بالنزول بالطائرة للهبوط بالمدرج، إضافة إلى أن سرعة الطائرة كانت تزيد بمقدار 30 عقدة (34 ميلًا) مع اقترابها من مدرج الهبوط الذي يبلغ طوله 1059 متر، مما أدى بالطائرة لتجاوز المدرج والهبوط في موقف السيارات المجاور، وأوضح التحليل الفني للشركة، أن بيانات الرحلة كشفت أن الطائرة عندما اقتربت من المطار كانت تحلق على ارتفاع 1250 قدمًا، وقامت بعملية دوران قبل الهبوط، ولكنها زادت من ارتفاعها حتى وصلت إلى 1750 قدمًا، وأصبح الوضع حرجًا حيث كان ينبغي أن تنخفض حتى تضمن الهبوط الآمن، ولكن الطيار الأردني دفع بالطائرة للانحدار بسرعة 3 آلاف قدم في الدقيقة. في تقرير أولي أصدره المحققون في حادث تحطم طائرة عائلة بن لادن، أفادوا أن الطائرة بدأت الهبوط بسرعة عالية جدًا تصل إلى 3 آلاف قدم في الدقيقة، وهي سرعة تعد ضعف سرعة الهبوط الاعتيادية، وأوضح التقرير أن نظام الطائرة للإنذار وتجنب التضاريس أصدر 6 تنبيهات قبل تحطمها، كما أشار التقرير إلى أن الطائرة تجاوزت طائرة شراعية وانحرفت عن المدرج.

### نتائج التحقيق
في 8 ديسمبر 2016 أصدرت شعبة التحقيق في الحوادث الجوية البريطانية نتائج التحقيقات التي أُجريت في حادث تحطم الطائرة، ورجحت أن سبب الحادث هو أن الطيار هبط بعيدًا عن ممر الهبوط لأنه كان يسير بسرعة زيادة 4% عن السرعة المفروضة، كما أن الطائرة السعودية تحطمت على الأرض في نهاية المهبط في مطار بلاكبوش في بريطانيا قبل أن تصطدم بعدة سيارات متوقفة، وقال فرع التحقيق إن ركاب الطائرة نجوا من آثار التحطم، لكنهم توفوا من آثار الحريق الذي بدأ بعد فصل الجناح عن جسم الطائرة، ووجد التقرير أن الطيار فقد القدرة على التكيف والتعامل مع الوضع الجديد بسبب السرعة الزائدة، وبعد أن أصبحت طاقة العمل في الطائرة عالية جدًّا، وقال التقرير إن السرعة الزائدة للطائرة أدت إلى أن هبوطها في المكان المقدر لها أصبح مستحيلا رغم مناورة الطيار للقيام بذلك، واستخدامه المكابح التي أدت إلى الارتطام بالأرض. وأوضح التقرير أن السرعة المفرطة أدت إلى لمس الطائرة أرض المطار 710 مترًا خارج العتبة المحددة، مع 438 مترًا فقط متبقية في ممر الهبوط، وهي مسافة غير كافية لأن تتوقف الطائرة بصورة طبيعية بعد أن تقل سرعتها تدريجيًّا، ونتيجة لذلك كان استخدام المكابح غير مجدٍ، واصطدمت الطائرة بالأرض في البداية، ولم تتوقف حتى وصلت إلى مكان انتظار السيارات وتحطمت، واشتعلت فيها النيران. أشار التقرير إلى أن الطيار ربما كان على علم بالسرعة الزائدة، ولكن من المحتمل أنه كان يتصور أنه يُمكنه إنجاز هذا الهبوط الخطر، أو ربما لم يقدر حجم السرعة الزائدة التي كان يسير بها، أو أنه كان مركزًا انتباهه على الهبوط فقط، وقال المحققون أن القدرات العقلية للطيار يمكن أن تصبح مشبعة بعد تعرضه لـ66 تحذيرًا صوتيًّا وتعليمات ورسائل خلال ثلاث دقائق و32 ثانية قبل الوصول إلى بداية المدرج. جاء في التقرير: «من الممكن أن يكون الطيار في هذه الظروف قد قرر أن يركز اهتمامه على استراتيجيته الأولية الهبوط، وافتقر إلى القدرة العقلية للاعتراف بأن المسار الذي سلكه غير مستقر ويجب وقفه».

## الضحايا
| الجنسية  | الركاب | الطاقم | المجموع |
| -------- | ------ | ------ | ------- |
| السعودية | 3      | 0      | 3       |
| الأردن   | 0      | 1      | 1       |
| المجموع  | 3      | 1      | 4       |